# Frederic Mauri i Pallarès
Frederic Mauri i Pallarès   (Tortosa, 23 de juliol de 1940 - Tortosa, 22 de juny de 2019) va ser un pintor català.

## Biografia
Es va llicenciar en Belles Arts a la Universitat de Barcelona, en l'especialitat de gravat calcogràfic. A Barcelona es va relacionar amb el Foment de les Arts Decoratives (FAD), on revé la influència artística i cultural de Ricard Salvat. Ha estat catedràtic de Dibuix a l'Institut Dertosa de Tortosa. Va fundar i formar part del grup artístic MACLA-65,"un col·lectiu artístic que feia un art realista amb vocació social i popular", i que comptava amb el suport crític de Maties Ballester Cairat. I juntament amb d'altres intel·lectuals i artistes de postguerra de Tortosa i les Terres de l'Ebre, se'l vincula també a la generació Gèminis, que va sorgir al voltant de la revista del mateix nom. Ambdós moviments van ajudar a revifar la cultura a Tortosa i a les Terres de l’Ebre en plena dictadura franquista. També va formar part de l'Estampa Popular de Catalunya. Va destacar especialment per la producció d'exlibris, camp artístic en el qual se'l considera un dels màxims referents contemporanis.
Ha realitzat exposicions individuals i ha participat en exposicions col·lectives i en els homenatges dels pintors catalans a Picasso (Barcelona, 1967), a Pompeu Fabra (Barcelona, 1969), a l'abat Escarré, CIEMEN (Barcelona, 1978), i a Vidal i Barraqué (Tarragona, 1978). La seva pintura es caracteritza per "un potent treball de la composició, el color i la il·luminació, i a la vegada, pintura arrelada al seu territori més íntim." La seva pintura era es va considerar, sobretot, de denúncia centrada en el treball dels pagesos i dels obrers, que tenien unes dures condicions de vida. En la seva última etapa, la seva temàtica transità cap a una pintura més generalista i es va centrar en captar el paisatge de les Terres de l'Ebre i la seva arquitectura popular. Se'l considera una de les principals figures artístiques de la segona meitat del segle XX a Tortosa.
Hi diverses obres que recullen la seva obra, entre les quals cal destacar: 174 ex-libris de Frederic Mauri comentats per Manel Ollé (Publicacions de l'Abadia de Montserrat, 2009), o Mauri essencial (Onada Edicions, 2019).